# Сасо (Фрозиноне)
Сасо је насеље у Италији у округу Фрозиноне, региону Лацио.
Према процени из 2011. у насељу је живело 93 становника. Насеље се налази на надморској висини од 205 м.